# Mantidactylus
Mantidactylus is een geslacht van kikkers uit de familie gouden kikkers (Mantellidae). De groep werd voor het eerst wetenschappelijk beschreven door George Albert Boulenger in 1895. Later werd de wetenschappelijke naam Brygoomantis gebruikt.
Er zijn 31 soorten die endemisch zijn in Madagaskar en bijgelegen eilanden als Mayotte.

## Soorten
Geslacht Mantidactylus
- Soort Mantidactylus aerumnalis
- Soort Mantidactylus albofrenatus
- Soort Mantidactylus alutus
- Soort Mantidactylus ambohimitombi
- Soort Mantidactylus ambreensis
- Soort Mantidactylus argenteus
- Soort Mantidactylus bellyi
- Soort Mantidactylus betsileanus
- Soort Mantidactylus biporus
- Soort Mantidactylus bourgati
- Soort Mantidactylus brevipalmatus
- Soort Mantidactylus charlotteae
- Soort Mantidactylus cowanii
- Soort Mantidactylus curtus
- Soort Mantidactylus delormei
- Soort Mantidactylus femoralis
- Soort Mantidactylus grandidieri
- Soort Mantidactylus guttulatus
- Soort Mantidactylus lugubris
- Soort Mantidactylus madecassus
- Soort Mantidactylus majori
- Soort Mantidactylus melanopleura
- Soort Mantidactylus mocquardi
- Soort Mantidactylus noralottae
- Soort Mantidactylus opiparis
- Soort Mantidactylus paidroa
- Soort Mantidactylus pauliani
- Soort Mantidactylus tricinctus
- Soort Mantidactylus ulcerosus
- Soort Mantidactylus zipperi
- Soort Mantidactylus zolitschka